# Max Caputo
Pour les articles homonymes, voir Caputo.
Max Caputo, né le 17 août 2005 à Melbourne, est un footballeur australien qui évolue au poste d'avant-centre au Melbourne City.

## Biographie

### Carrière en club
Max Caputo est formé au Melbourne City FC, où il signe son premier contrat professionnel en avril 2021,.
Il fait ses débuts professionnels avec Melbourne City le 6 juin 2021, entrant en jeu lors du match nul 1-1 en Championnat d'Australie contre Melbourne Victory,,.
Il marque son premier but avec l'équipe première le 2 avril 2023 entrant en jeu à la 90e minute du match d'A-League contre les Newcastle Jets, auteur de l'égalisation deux minutes plus tard, devenant ainsi le plus jeune buteur de l'histoire de Melbourne City.

### Carrière en sélection
Max Caputo est international australien en équipes de jeunes, ayant notamment joué avec les moins de 20 ans à partir de 2024,,.

## Palmarès
| Melbourne City FC - Championnat d'Australie - Champion en 2020-21 - Premier en 2020-21, 2021-22 et 2022-23 |